# موزه فرهنگ فسا
موزه فرهنگ فسا موزه‌ای در شهر فسا، استان فارس است. این موزه در دبیرستان ماندگار  محمدتقی ذوالقدر فسایی (تاسیس ۱۳۱۷)در زمینی به مساحت ۴٬۰۰۰ مترمربع و با هزینه ای بیش از ۸۰۰ میلیون تومان با کمک نیکوکاران و... در سال ۱۳۹۶ به بهره‌برداری رسید. این موزه دارای ۸ گالری شامل بخش فناوری، باستانی و تاریخی، نویسندگان فسایی و مشاهیر، مردم‌شناسی، سنگ و سنگواره، باغ و درختان ونگارخانه  است. سالانه بیش از ۷ هزار نفر از این موزه بازدید می‌کنند.